# Nổi dậy tại Đông Đức 1953
Nổi dậy tại Đông Đức 1953 bắt đầu với một cuộc đình công của công nhân xây cất Đông Berlin vào ngày 16 tháng 6 năm 1953. Nó biến thành một cuộc nổi dậy lan tràn chống chính phủ Đông Đức ngày hôm sau. Ở Đức, cuộc nổi dậy này thường được gọi là  Cuộc nổi dậy của nhân dân ở Đông Đức (Volksaufstand in der DDR). Để tưởng nhớ việc này, ngày 17 tháng 6 được chọn làm ngày nghỉ lễ tại Tây Đức cho tới khi Tái thống nhất nước Đức.
Cuộc nổi dậy tại Đông Berlin đã bị đàn áp bằng bạo lực bởi xe tăng của Liên Xô tại Đông Đức và cảnh sát nhân dân. Mặc dù có sự can thiệp của quân đội Liên Xô, làn sóng đình công và phản đối không dễ gì kiềm hãm được. Ngay cả sau ngày 17 tháng 6, vẫn có biểu tình trên hơn 500 thành phố và làng xã.

## Bối cảnh
Trong tháng 7 năm 1952 tại hội nghị đảng lần thứ hai của đảng (SED) được tổ chức tại Đông Berlin. Theo lời Walter Ulbricht, bí thư đảng, quá trình tiến lên Xã hội chủ nghĩa phải được thực hiện một cách có hệ thống. Họ quyết định quá trình Xô Viết hóa phải được thực hiện mạnh mẽ hơn và sự quan trọng của nhà nước phải được phát triển rộng ra. Đảng đang thực hiện những đòi hỏi của Stalin.
Thí dụ cụ thể là phải chia 5 bang ra thành 14 vùng hành chính cộng thêm Đông Berlin. Sự phân chia này cũng đánh dấu sự tấn công tầng lớp trung lưu của DDR: nông dân có đất đai, cũng như các nhà buôn bán, hoặc có doanh nghiệp nhỏ, bị bắt buộc phải từ bỏ sự độc lập vì thuế tăng lên.
Quyết định này được chấp thuận trong bối cảnh tình trạng kinh tế thê thảm trong nước. Theo chính sách quân sự hóa thúc đẩy bởi nhà cầm quyền Xô Viết, những phí tổn quân sự trực tiếp và gián tiếp gia tăng và đã chiếm khoảng 11% của ngân quỹ quốc gia trong năm 1952. cùng với việc bồi thường chiến tranh, chiếm trên 20% của ngân quỹ. Những chính sách kinh tế của đảng SED ủng hộ việc phát triển kỹ nghệ nặng trả giá bằng việc giảm sản xuất thực phẩm và hàng hóa thường dùng, đưa đến hậu quả là một cuộc khủng hoảng nặng nề trong việc cung cấp hàng hóa cho quần chúng. Điện đã bị tắt trong các hãng xưởng và các tòa nhà công cộng khi trời bắt đầu tối mỗi đêm (trong lúc cao điểm).
Sự gia tăng đột ngột của việc di dân sang Tây Đức (Republikflucht, chảy máu chất xám) trong nửa năm đầu 1953, đã rất cao từ khi nước DDR thành lập, tạo thành một vấn đề kinh tế và xã hội nghiêm trọng. Một yếu tố khác mà góp phần vào một tình trạng chính trị mà đã phức tạp là con số đông của những người tù chính trị ở Cộng hoa Dân chủ Đức. Việc đàn áp tổ chức không hợp pháp Junge Gemeinde (Xứ đạo trẻ), xem đó là tổ chức trung ương của giới trẻ trong nhà thờ Tin Lành, đóng một vai trò ở đây. Rất nhiều những người đang tập để trở thành mục sư bị bắt giam (th.d. Johannes Hamel và Fritz Hoffmann). Những trung tâm giải trí của tôn giáo bị đóng cửa và bị tiếp quản bởi FDJ (Đoàn thanh thiếu niên tự do Đức) thuộc SED (th.d.: lâu đài Mansfeld và Huberhaus Wernigerode). Các học sinh trung học mà thuộc một nhà thờ thường bị đuổi khỏi trường bởi những người điều hành trường, thỉnh thoảng chỉ trước khi tốt nghiệp nhà trường.
Trong bối cảnh phức tạp này, quyết định để gia tăng năng xuất (theo nguyên tắc thêm nhiều việc làm với cùng một số lương) được cảm nhận là một sự khiêu khích, mà có thể hình dung được là sẽ dẫn tới hạ thấp tiêu chuẩn sống. Ủy ban Trung ương quyết định đối phó với những khó khăn về kinh tế với một loạt thay đổi, gồm có thuế má cao và giá cả tăng lên, và đặc biệt nhất là gia tăng chỉ tiêu công việc khoảng 10%.
Những thay đổi này có hiệu lực vào ngày 30 tháng 6 năm 1953, ngày sinh nhật thứ 60 của Ulbricht. Được loan báo như là một đề nghị, nó trở thành trên thực tế một chỉ thị mà được đưa vào tất cả các doanh nghiệp nhà nước, và nếu chỉ tiêu mới không đạt được, thì công nhân sẽ bị giảm lương. Quyết định này được chấp nhận vào ngày 13–14 tháng 5 năm 1953, và hội đồng bộ trưởng đã phê chuẩn nó vào ngày 28 tháng 5.
Theo sau cái chết của Stalin vào tháng 3 năm 1953 và sự gia tăng rầm rộ về di dân, chính phủ Sô Viết quyết định giảm nhẹ những chính sách mà Stalin đã yêu cầu thực hiện. Vào ngày 4 tháng 6 năm 1953, chính phủ Sô Viết, được báo động bởi những báo cáo về tình trạng náo động, đã triệu tập các lãnh tụ Đông Đức về Moskva. Georgy Malenkov cảnh báo họ nếu chính sách không được sửa ngay lập tức, sẽ có biến động. Sau cuộc thảo luận đầy căng thẳng, nhà cầm quyền Đông Đức thay đổi các chính sách và thú nhận trước quần chúng đã mắc phải những lỗi lầm. Tuy nhiên, theo như sử gia Đông Đức, Manfred Wilke, sự thú nhận này đã tạo ảnh hưởng không có dự định là làm khích động mạnh ý kiến của nhân dân hơn là làm dịu đi các căng thẳng.

## Diễn biến

### Từ thứ 6, 12 tháng 6
Trước những cuộc náo động tại các thành phố từ ngày 12 tháng 6 tại nhiều làng xã đã có những hoạt động chống đối. Tại hơn 300 xã với ít hơn 2000 dân đã có những phản đối tự phát, trong đó lá cờ bị đốt, xã trưởng và các cán bộ SED bị tước quyền, đánh đập và trong vài trường hợp lẻ tẻ bị ném xuống hố phân. Nông dân cũng tổ chức những cuộc phản đối tại các huyện lỵ thí dụ như ở Jessen và Mühlhausen và cũng tham dụ vào các cuộc biểu tình tại các thành phố lớn kể cả Berlin. Stasi ghi chú sau đó, „ Những dự định đảo chính của phát xít vào ngày 17 tháng 6 năm 1953 cho thấy, kẻ thù của giai cấp tập trung sức lực vào nước này“.

### Thứ 3, 16 tháng 6

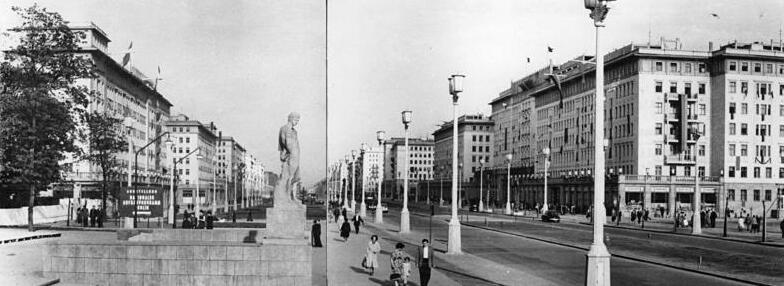
Đại lộ Stalinallee trong tháng 51953

Vào buổi sáng ngày 16 tháng 6, 300 công nhân xây cất đã đình công ở Đông Berlin và xuống đường đi dọc theo Stalinallee, bây giờ là Karl-Marx-Allee, về hướng nhà công đòn cũng như các tòa nhà chính phủ sau khi những người cai quản họ loan báo sẽ giảm lương nếu họ không đạt được chỉ tiêu công việc. Con số người tham dự gia tăng nhanh lẹ, và họ kêu gọi một cuộc tổng đình công và phản đối cho ngày hôm sau. Đài truyền thanh Tây Berlin ở vùng Mỹ chiếm đóng tường thuật về sự kiện này và có lẽ nhờ vậy kích động cuộc nổi dậy tại những phần khác ở Đông Đức đưa đến sự tham dự của trên 1 triệu người ở 700 nơi khác nhau.
Sau khi các lãnh tụ công đoàn từ chối tiếp họ, trước tòa nhà chính phủ đoàn biểu tình được loan báo là vào buổi trưa bộ chính trị đã rút lại quyết định tăng năng xuất. Tuy nhiên bây giờ những đòi hỏi của đám đông nhiều hơn là chỉ việc đó.
Họ đòi hỏi chính phủ từ chức và cho bầu cử tự do. Sau đó đoàn biểu tình càng ngày càng lớn đi ngang qua trung tâm thành phố và trở về chỗ làm việc. Trên đường về qua một chiếc xe có loa tịch thu được họ đã kêu gọi tổng đình công và kêu gọi dân chúng ngày hôm sau họp lại phản đối vào lúc 7 giờ sáng tại công trường Strausberger Platz.
Từ tối ngày 15 tháng 6 đài RIAS đã tường thuật chi tiết về các cuộc đình công ở Stalinallee, Đông Đức. Từ trưa ngày 16 tháng 6 đài cũng tường thuật tường tận về các cuộc biểu tình và phản đối. Đại diện cho phong trào biểu tình đã tới đài và nói chuyện trực tiếp với Egon Bahr, lúc đó là trưởng ban biên tập, để mà kêu gọi cuộc tổng đình công qua đài truyền thanh. Đài RIAS tuy nhiên đã không cho những người biểu tình làm chuyện này. Vào ngày 17 tháng 6 chủ tịch liên đoàn công đoàn Đức Ernst Scharnowski qua RIAS đã kêu gọi, người Đông Đức nên tới „ công trường Strausberger ở khắp mọi nơi“. Mặc dù lối diễn tả có vẻ thận trọng qua đài truyền thanh, những bài tường thuật đã góp phần quan trọng, để thông tin về các cuộc biểu tình ở thủ đô loan truyền nhanh chóng khắp vùng Đông Đức.

### Thứ 4, 17 tháng 6

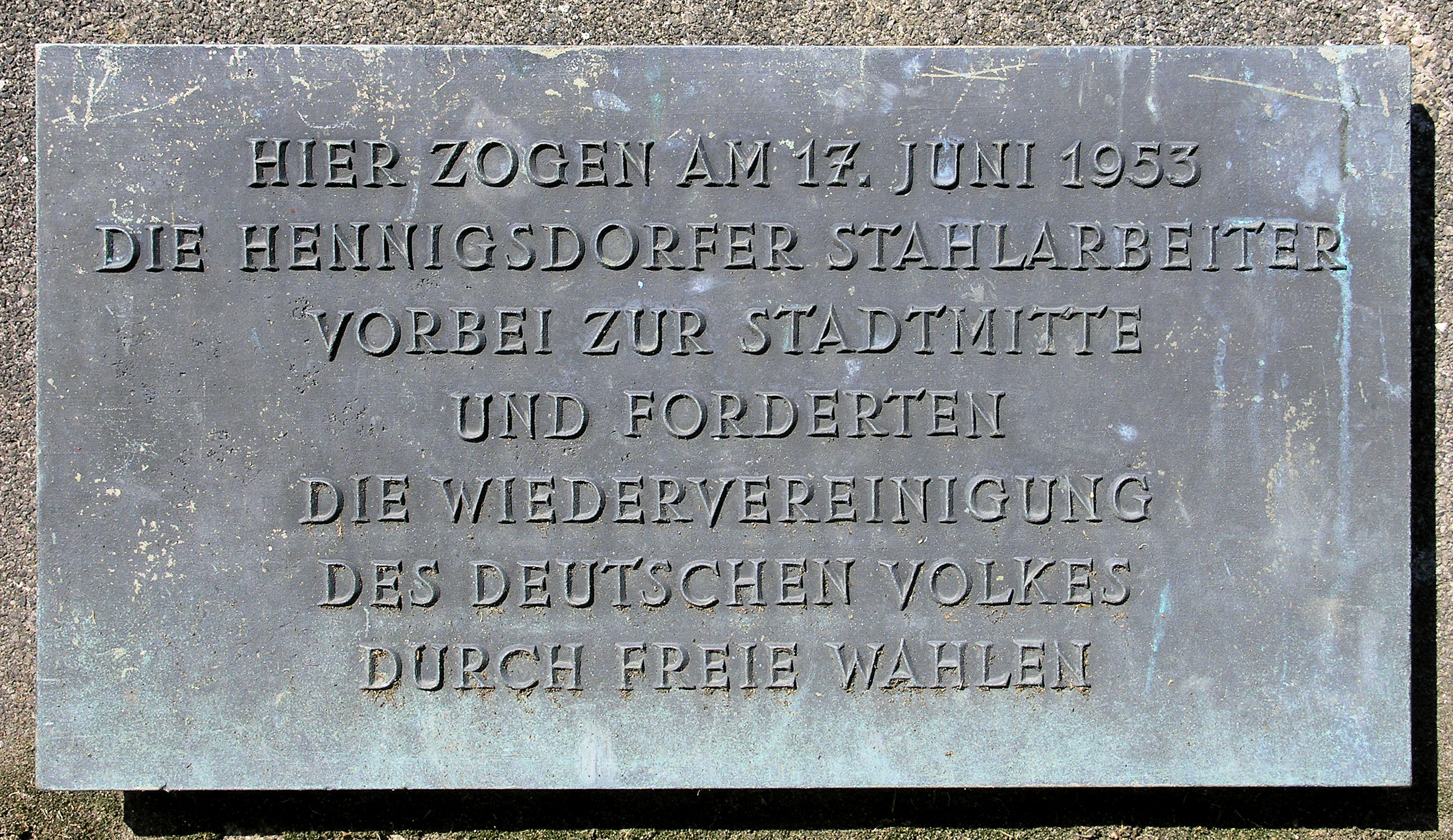
Bảng tưởng niệm
cho các công nhân luyện thép Hennigsdorf tại Berliner Straße 71, ở Berlin-Tegel

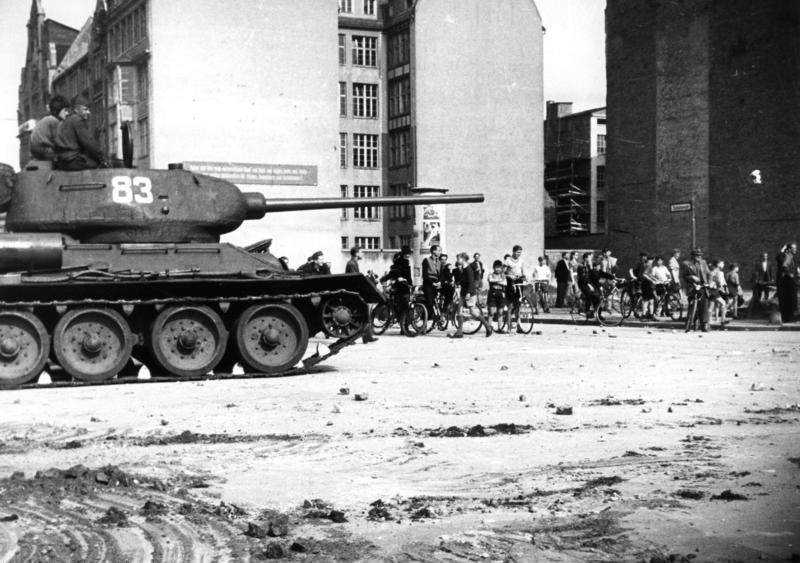
Xe tăng Liên Xô T-34/85- tại Schützenstraße ở Berlin

Vào buổi sáng 17 tháng 6 cả khắp Đông Đức xảy ra những sự kiện, mà sau này được gọi là Cuộc nổi dậy 17 tháng 6 đi vào sử sách. Những công nhân nhất là tại các hãng xưởng lớn đã bắt đầu đình công ngay từ ca sáng và lập thành những đoàn biểu tình đi tới những trung tâm của các thành phố lớn. Trong những ngày nổi dậy báo chí phương Tây và ngay cả những người biểu tình chưa nghĩ tới là nó đã lan rộng cả nước. Đài RIAS chỉ tường thuật những gì xảy ra ở Berlin. Trên thực tế có đến 500 đô thị ở Đông Đức mà đã đình công, biểu dương lực lượng hoặc bạo động chống lại những viên chức nhà nước hay những cơ sở công cộng.
Những người nổi dậy đã chiếm đóng 11 tòa nhà của hội đồng huyện, 14 nhà thị trưởng, 7 căn nhà của huyện-, tỉnh ủy của đảng SED. Ngoài ra họ cũng đã tràn vào 9 nhà tù và 2 tòa nhà của Stasi cũng như 8 trụ sở cảnh sát, 4 văn phòng cảnh sát huyện và một cơ quan cảnh sát cấp tỉnh. Nhiều tòa nhà khác cũng bị bao vây nhưng không chiếm đóng được.
Trọng điểm của cuộc nổi dậy nằm ở Berlin và các vùng kỹ nghệ truyền thống, như vùng "hóa học tam giác" chung quanh Halle, cũng như tại thủ phủ các tỉnh như Magdeburg, Leipzig và Dresden. Con số người tham dự không thể tính cho chính sác được, con số di chuyển giữa 400.000 và 1,5 triệu người. Các loại phản đối khác nhau xảy ra rất bất ngờ, không hoạch định trước. Không có những kế hoạch cho ngày hôm sau, cũng như không có những người lãnh đạo thực sự, để mà điều khiển các hoạt động chung giữa các vùng. Ngoài việc đình công và biểu tình, những người nổi dậy đã chiếm đóng 11 tòa nhà của hội đồng huyện, 14 nhà thị trưởng, 7 căn nhà của huyện-, tỉnh ủy của đảng SED. Ngoài ra họ cũng đã tràn vào 9 nhà tù và 2 tòa nhà của Stasi cũng như 8 trụ sở cảnh sát, 4 văn phòng cảnh sát huyện và một cơ quan cảnh sát cấp tỉnh. Nhiều tòa nhà khác cũng bị bao vây nhưng không chiếm đóng được. ở Gera người dân xâm nhập vào nhà tù để điều tra của Stasi và giải phóng tù nhân ở đó. Có khoảng 20.000 người biểu tình tại trung tâm thành phố với sự hỗ trợ của những công nhân hầm mỏ ở khu vực Wismut. Ở Berlin xảy ra những vụ đốt nhà, làm náo động dư luận nhất là vụ cháy tòa nhà mua sắm kiểu mẫu Columbushaus và quán ăn của nó Haus Vaterland tại Potsdamer Platz ở Berlin. Chỉ riêng tại Berlin có 46 cảnh sát bị thương, trong đó 14 người bị thương nặng, đa số những người biểu tình là công nhân.
Cảnh sát không thể kiểm soát nổi cuộc nổi dậy, một số lại đi theo những người biểu tình. Riêng tại Đông Berlin có những cuộc đụng độ đổ máu giữa người biểu tình và cảnh sát. Ở Rathenow Những kẻ nổi dậy nóng giận đã giết chết một người do thám cho Stasi, Wilhelm Hagedorn, ở Niesky, các nhân viên của Stasi bị nhốt vào chuồng chó và ở Magdeburg những người biểu tình đã bắt một nữ cảnh sát phải ăn mặc hở hang dẫn đầu đoàn.
Tại huyện Görlitz và Niesky trong một vài tiếng chế độ SED bị lật đổ. Phong trào phản đối ở 2 huyện này đã nổi dậy tước quyền của chính phủ địa phương. Görlitz là một thành phố ở biên giới, có một số đông những người tản cư. So với diện tích nó rất đông người ở, ở Đông Đức chỉ sau Berlin và Leipzig, và có số thất nghiệp cao và khó khăn về nhà cửa. Những người lãnh đạo mà không lớn lên ở vùng này từ 1952 đã cho tịch thu tài sản một cách quá khích, làm giảm rất nhiều số người làm việc tự do. Từ tháng 10 năm 1952 con số người di cư sang Tây Đức cũng tăng lên rất cao.
Trong khi đó chính quyền Đông Đức đã chạy tới Berlin-Karlshorst để được bảo vệ bởi quân đội Liên Xô.

### Đập tan cuộc nổi dậy và ban hành thiết quân luật

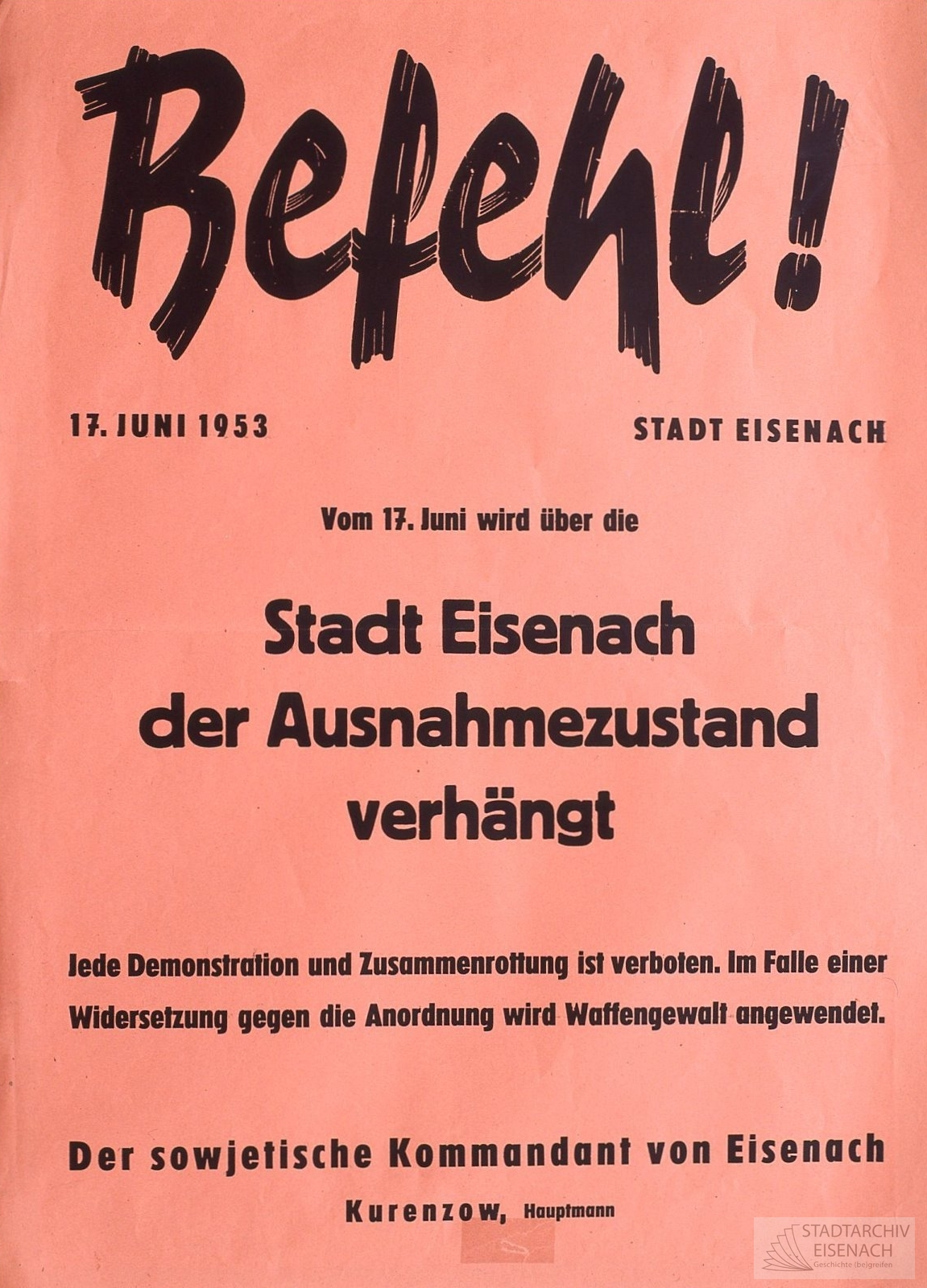
Lệnh thiết quân luật tại Eisenach

Quân đội chiếm đóng Liên Xô đã ban lệnh thiết quân luật cho 167 huyện trong số 217 huyện của DDR. Vào khoảng 13  giờ trung tướng Pjotr Dibrowa, quân trưởng khu vực chiếm đóng tại Đông Berlin đã ra lệnh thiết quân luật, mà mãi tới ngày 11 tháng 7 năm 1953 mới được bãi bỏ. Với luật này, Liên Xô chính thức nắm quyền ở DDR. Từ 10  giờ sáng ở Berlin, vào khoảng trưa hay chiều tại những vùng khác ở Đông Đức, quân đội đã được cho xuống đường. Tổng cộng có 16 sư đoàn Liên Xô với khoảng 20.000 binh lính cùng với 8.000 lính của quân đội tạm thời Đông Đức tham dự.
Tại Berlin, những cuộc đụng độ chính xảy ra dọc theo Unter den Linden (giữa Brandenburger Tor và Marx-Engels-Platz), nơi quân đội Liên Xô và cảnh sát nhân dân nổ súng, và chung quanh Potsdamer Platz, nơi nhiều người bị giết chết bởi cảnh sát nhân dân. Hiện vẫn chưa rõ bao nhiêu người đã chết trong cuộc nổi dậy hay bị hành quyết sau đó. Con số nạn nhân được biết đến là 55; những người khác ước tính cho con số nạn nhân ít nhất là 125.

## Kết luận
Cuộc nổi dậy 17 tháng 6 năm 1953 cho mọi người ở DDR thấy rằng, chế độ SED chỉ tồn tại với sự hỗ trợ của vũ khí Liên Xô. Để mà ngăn ngừa các cuộc nổi dậy có thể tiếp tục xảy ra, Stasi đã cho thiếp lập một mạng lưới kiểm soát và chỉ điểm càng ngày càng chặt chẽ. Để ngăn ngừa việc "bỏ phiếu bằng chân" (di dân) Ulbricht đã cho xây hàng rào ở biên giới và bức tường Berlin vào ngày 13 tháng 8 năm 1961. Chính sách xã hội của DDR sau đó đã tạo nhiều thuận lợi cho công nhân công nghiệp nặng và công nghiệp xây dựng bằng cách tăng lương và tiền thưởng. Tuy nhiên những phúc lợi cho người về hưu và tàn tật rất ít ỏi.